# جبهة التحرير الوطني الفلسطيني
جبهة التحرير الوطني الفلسطيني هي منظمة سياسية وعسكرية فلسطينية مقرها بين اللاجئين الفلسطينيين في سوريا. وهي موجودة من عام 1968 إلى عام 1972. وترأس المجموعة حسن صباريني (أبوحلمي)، عضو المجلس الوطني الفلسطيني.
وعندما تفككت الجماعة، انضم معظم كوادرها إلى حركة فتح.